# New England Patriots 1991
La stagione 1991 dei New England Patriots è stata la 22ª della franchigia nella National Football League, la 32ª complessiva e la prima con Dick MacPherson come capo-allenatore. Questa fu anche l'ultima stagione sotto la proprietà di Victor Kiam, che avrebbe ceduto la squadra a James Orthwein per saldare un debito.

## Scelte nel Draft NFL 1991
| Giro | Scelta | Giocatore        | Ruolo            | College             |
| ---- | ------ | ---------------- | ---------------- | ------------------- |
| 1    | 11     | Pat Harlow       | Offensive tackle | Southern California |
| 1    | 14     | Leonard Russell  | Running back     | Arizona State       |
| 2    | 41     | Jerome Henderson | Defensive back   | Clemson             |
| 3    | 56     | Calvin Stephens  | Guardia          | South Carolina      |
| 4    | 84     | Scott Zolak      | Quarterback      | Maryland            |
| 5    | 112    | Jon Vaughn       | Running back     | Michigan            |
| 5    | 124    | Ben Coates       | Tight end        | Livingstone         |
| 6    | 140    | David Key        | Defensive back   | Michigan            |
| 7    | 168    | Blake Miller     | Centro           | Louisiana State     |
| 8    | 196    | Harry Colon      | Defensive back   | Missouri            |
| 9    | 224    | O'Neil Glenn     | Guardia          | Maryland            |
| 10   | 251    | Randy Bethel     | Tight end        | Miami (FL)          |
| 11   | 279    | Vince Moore      | Wide receiver    | Tennessee           |
| 11   | 303    | Paul Alsbury     | Punter           | Texas State         |
| 12   | 307    | Tim Edwards      | Defensive tackle | Delta State         |

## Calendario
| Turno | Data                | Avversario             | Risultato          | Pubblico           |
| ----- | ------------------- | ---------------------- | ------------------ | ------------------ |
| 1     | 1/9/1991            | at Indianapolis Colts  | V 16–7             | 49,961             |
| 2     | 8/9/1991            | Cleveland Browns       | S 20–0             | 35,377             |
| 3     | 15/9/1991           | at Pittsburgh Steelers | S 20–6             | 53,703             |
| 4     | 22/9/1991           | Houston Oilers         | V 24–20            | 30,702             |
| 5     | 29/9/1991           | at Phoenix Cardinals   | S 24–10            | 26,043             |
| 6     | 6/10/1991           | Miami Dolphins         | S 20–10            | 49,749             |
| 7     | Settimana di pausa  | Settimana di pausa     | Settimana di pausa | Settimana di pausa |
| 8     | 20/10/1991          | Minnesota Vikings      | V 26–23            | 45,367             |
| 9     | 27/10/1991          | Denver Broncos         | S 9–6              | 43,994             |
| 10    | 3/11/1991           | at Buffalo Bills       | S 22–17            | 78,278             |
| 11    | 10/11/1991          | at Miami Dolphins      | S 30–20            | 56,065             |
| 12    | 17/11/1991          | New York Jets          | S 28–21            | 30,743             |
| 13    | 24/11/1991          | Buffalo Bills          | V 16–13            | 47,053             |
| 14    | 1/12/1991           | at Denver Broncos      | S 20–3             | 67,116             |
| 15    | 8/12/1991           | Indianapolis Colts     | V 23–17            | 20,131             |
| 16    | 15/12/1991          | at New York Jets       | V 6–3              | 55,689             |
| 17    | December 22/12/1991 | at Cincinnati Bengals  | S 29–7             | 46,394             |

## Classifiche
| AFC East             | AFC East | AFC East | AFC East | AFC East | AFC East | AFC East | AFC East |
|                      | V        | S        | P        | %        | PF       | PS       | Str.     |
| -------------------- | -------- | -------- | -------- | -------- | -------- | -------- | -------- |
| (1) Buffalo Bills    | 13       | 3        | 0        | .813     | 458      | 318      | S1       |
| (6) New York Jets    | 8        | 8        | 0        | .500     | 314      | 293      | V1       |
| Miami Dolphins       | 8        | 8        | 0        | .500     | 343      | 349      | S2       |
| New England Patriots | 6        | 10       | 0        | .375     | 211      | 305      | S1       |
| Indianapolis Colts   | 1        | 15       | 0        | .063     | 143      | 381      | S6       |

## Premi
- Leonard Russell:

rookie offensivo dell'anno